# 豆屋
豆屋（まめや）は、古典落語の演目のひとつ。別題は豆売り（まめうり）。東西両方で演じられる。

## 概要
原話は、1774年（安永3年）に出版された笑話本『茶のこもち』の一編「不精」。
演者の持ち時間が少ないときや、早く高座を下りる必要のあるときなどに演じる、いわゆる「逃げ噺」の一種とされる。東京では主人公に与太郎のキャラクターが付与される。
主な演者として、東京の7代目春風亭柳枝や10代目桂文治、上方の2代目桂春團治などが知られる。とりわけ10代目文治は、甲高い声で売り声を演じる様子が笑いを誘うと評された。

## あらすじ
まず演者は、行商人の売り声についての小咄を演じる。
- 納豆売り（上方では金魚売り。東京では、左に加えてサツマイモ売り）は、ゆったりした売り声を出し、イワシ売り（上方では、これに加えて氷屋）は、矢継ぎ早に売り声を出す。これを逆にすれば滑稽になり、まったく売れないだろう、と演者が実際に声を出しながら演じる。
- ふるい屋が「ふるいー、ふるいー」と声を出していると、近くを売り歩いていた魚屋が、「俺は今イワシを売っている。イワシは新鮮なのが売り（＝利点）なのに、後ろから『古い』などと言われたら商売にさわる」と文句をつけ、口論となる。そこへ荒金屋（＝金属回収業者）が現れ、「わたしが仲裁しましょう」と、3人で決まった順に声を出すことを提案する。

魚屋が「おー、イワシ、イワシイワシ」。ふるい屋が「ふるいー、ふるいー」。そのあと、荒金屋が「古金ェ、ふるかねェ」（＝「ふるかねえ」は「古くはない」と言う意の江戸言葉）
- 八百屋は、行商で大根とゴボウを売りたいが、「ん」で終わる大根は普通の売り声を怒鳴っては聞き取れないかもしれないと考えた。そこで、大根から「ん」の字を取り去り、それをゴボウにつけて「でぇーこ、ごんぼーう」とした。

ある男（東京では与太郎）はソラマメ（上方では「はじき豆」）の行商に挑むことになり、売り声を叫びながら長屋へ商いに出かけた。そのうちの1軒で「こっちへ来い」と呼ぶ男の声がするので、豆屋はそれに従う。豆屋は男に戸口を閉めるよう命じられ、「1升いくらだ?」とたずねられたので、「20銭です」と答える。男は激昂してみせ、「高い。この貧乏長屋で、そんな値で売るのは不当だ。1升2銭にまけろ」と豆屋を恫喝し、枡に山盛りの豆をせしめる。
豆屋が泣き笑いしながらそこを逃げ出すと、すぐそばの長屋から、豆屋を呼ぶさらに恐ろしい調子の声がする。「1升いくらだ?」とたずねられた豆屋は、先のように脅されるのを恐れ、「2銭です」と先手を打つ。男は激昂し、「安すぎる。何か不正な手段で手に入れた豆ではないのか（あるいは、俺が値切ったと思われては世間の評判が悪くなる）。1升50銭にしろ」と言う。豆屋は喜んで枡を出し、山盛りに豆を入れる。男は豆屋の枡の使い方に対して再び怒り、「きちんと手ですり切れ。まだ多い。手でもうひとすくいするんだ。両手を使え。まだ多いぞ。枡を逆さまにしろ」
「こうしたら、豆はもうありませんよ」
「それでいい。いずれにせよ俺のところでは買わないんだ」

## バリエーション
- 金額については、時代や演者によって異なる。豆屋が提示する売価を50銭、最初の男が値切る価格を5銭とする場合がある。また、貨幣単位を銭ではなく円とする場合がある。